# Liste der Monuments historiques in Sainte-Foy-la-Grande
Die Liste der Monuments historiques in Sainte-Foy-la-Grande führt die Monuments historiques in der französischen Gemeinde Sainte-Foy-la-Grande auf.

## Liste der Bauwerke
| Bezeichnung    | Beschreibung | Standort                                                      | Kennzeichnung | Schutzstatus | Datum | Bild           |
| -------------- | ------------ | ------------------------------------------------------------- | ------------- | ------------ | ----- | -------------- |
| Haus           |              | 94–96, rue de la République (Lage)                            | PA00083821    | Inscrit      | 1955  | weitere Bilder |
| Haus           |              | 102, rue de la République 25 rue Jean-Jacques-Rousseau (Lage) | PA00083822    | Inscrit      | 1955  | weitere Bilder |
| Haus           |              | 53, rue de la République 27 rue Victor Hugo (Lage)            | PA00083819    | Inscrit      | 1955  | weitere Bilder |
| Haus           |              | 58, rue de la République 23–25 rue Victor Hugo (Lage)         | PA00083820    | Inscrit      | 1955  | weitere Bilder |
| Kriegerdenkmal |              | Place Aristide Briand (Lage)                                  | PA33000180    | Inscrit      | 2014  |                |
| Tour du Temple |              | (Lage)                                                        | PA00083818    | Inscrit      | 1967  |                |

## Liste der Objekte
- Monuments historiques (Objekte) in Sainte-Foy-la-Grande in der Base Palissy des französischen Kultusministeriums